# Будняк Володимир Микитович
Володимир Микитович Будняк (1915, Вінницька область — 1998) — Герой Соціалістичної Праці.

## Біографія
Народився у 1915 року у Вінницькій області. До війни здобув вищу освіту. У 1938 році призваний до лав Червоної Армії. У роки війни воював на Південно-Західному фронті. Двічі поранений, лікувався у госпіталях Саратова та Одеси.
З боями пройшов усю Західну Європу і звільняв Будапешт, Угорщину, Югославію. День Перемоги зустрів у Австрії. Нагороджений Орденом Слави IV ступеня та медалями «За бойові заслуги», «За відвагу». Після війни приїхав до Білокуракинського району.
З 1951 року працював директором радгоспу «Червоноармієць».
У 1957 році нагороджений орденом Трудового Червоного Прапора.
22 червня 1966 року за успіхи, досягнуті у збільшенні обсягів виробництва і заготівлі зернових та кормових культур, указом Президії Верховної Ради СРСР В. М. Будняку присвоєно звання Героя Соціалістичної Праці із врученням ордена Леніна і золотої медалі «Серп і Молот».
Багаторазово обирався депутатом сільської, районної та обласної рад.
Помер у 1998 році.